# Clyde Harvey
Clyde Martin Harvey (né le 8 novembre 1948 à Port d'Espagne) est un ecclésiastique catholique trinidadien, évêque de Saint-Georges en Grenade depuis 2017.

## Biographie
Clyde Martin Harvey est né le 8 novembre 1948 à Port d'Espagne où il suit sa scolarité primaire, puis secondaire au Collège Sainte-Marie (en). Dans cet établissement reputé, il est l'un des derniers étudiants à étudier le grec ancien. Après avoir fini ses études en 1966, il enseigne quelques mois dans son ancien établissement.
En 1967, il entre au séminaire de Saint-Jean Vianney et des Martyrs de l'Ouganda et étudie en parallèle la science politique et la sociologie à l'Université des Indes occidentales. Il part ensuite étudié la théologie à l'Université catholique de Louvain, puis à l'Université de Lancastre et la Pacific School of Religion (en). Il est ordonné prêtre le 27 juin 1976 par Gordon Anthony Pantin (de), Archévêque de Port-d'Espagne.
Il est alors chargé de cours et vice-recteur du séminaire de Saint-Jean Vianney et des Martyrs de l'Ouganda et aumônier du campus de Saint Augustine (en) de l'Université des Indes occidentales. En 1979, il demande à être nommé dans une paroisse. Il est alors affecté à la zone pastorale de Laventille et Morvant, puis dans d'autres paroisses situées à l'est de Port d'Espagne. Il s'investit aussi dans des associations de soutiens aux malades du SIDA et à la demande de Charles Jason Gordon il supervise la restauration du Sanctuaire du Saint-Rosaire de Port-d'Espagne. Dans la perspective des élections législatives trinidadiennes de 2010, Clyde Harvey est nommé directeur de la Commission des débats de Trinité-et-Tobago, pour organiser des débats politiques non partisans.
Il est nommé évêque de Saint-Georges en Grenade le 23 juin 2017 par le Pape François et consacré le 29 juillet 2017 par Nicolas Girasoli, Sydney Anicetus Charles et Joseph Everard Harris (de).